# Nombre de Shields

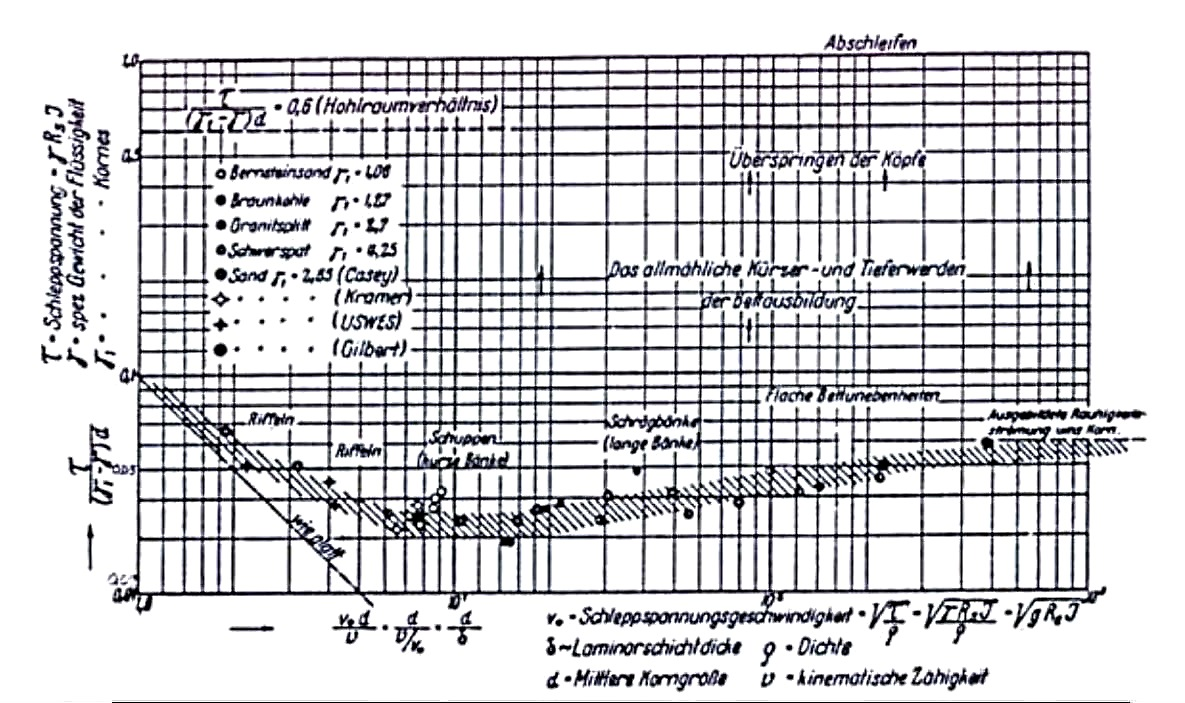
Diagrama de Shields.

El nombre de Shields ({\displaystyle \tau _{\ast }} o {\displaystyle \theta }), també anomenat criteri de Shields o paràmetre Shields, és un nombre adimensional utilitzat per calcular l'inici del moviment de sediments en el flux d'un fluid. És una adimensionalització d'un esforç tallant. La seva expressió matemàtica està definida mitjançant la següent equació:
{\displaystyle \tau _{\ast }=\theta ={\frac {\tau }{(\rho _{s}-\rho )gD}}}
on:
- {\displaystyle \tau } = tensió de tall dimensional
- {\displaystyle \rho _{s}} = densitat del sediment
- {\displaystyle \rho } = densitat del fluid
- {\displaystyle g} = acceleració deguda a la gravetat
- {\displaystyle D} = diàmetre característic de partícula del sediment

## Significat físic
En multiplicar el numerador i el denominador del paràmetre Shields per {\displaystyle D^{2}}, es veu que és directament proporcional a la força del fluid en la partícula i inversament proporcional al pes d'aquesta partícula.